# الجامع الكبير (إب)
جامع إب الكبير أو (جامع العمري) هو جامع تاريخي قديم يعود تاريخ بناءه لعصر الخليفة عمر بن الخطاب في العقد الثاني من القرن الأول للهجرة، وعمر منارته ما يقارب الـ900 عام.

## تاريخ
تذكر الروايات أن بداية تأسيسه ترجع إلى أمر من الخليفة عمر بن الخطاب رضي الله عنه. وإذا صحت هذه الرواية فإنها تدعم الفكرة التي تقول إن المدينة قديمة ووجدت منذ عصر بعيد. وقد آلت إلى مركز حضري في صدر الإسلام حمل على ابتناء هذا الجامع الذي حظي بالعناية على مر العصور. فقد توالت عليه التجديدات والزيادات خلال فترات متعاقبة جعلت منه الجامع الرابع في اليمن بعد جامع الجند، والجامع الكبير بصنعاء، وجامع الأشاغرة بزبيد. إذ يحتمل أن جدد في فترة الحسين بن سلامة بداية القرن الخامس الهجري الحادي عشر الميلادي.
وتنسب معظم عمارة الجامع حاليا إلى أسد الدين بن الحسن بن شمس الدين بن علي بن رسول زمن الدولة الرسولية في القرن السابع الهجري/ الثالث عشر الميلادي. في حين بنيت منارة الجامع الكبير ذات البدن المثمن سنة 685هـ/1286، كما جاء في كتابة على عتب خشبي أسفل المنارة. وجدد مؤخرا الجامع (الرواق الجنوبي الذي يلي الصحن مباشرة) في عهد السلطان عامر بن عبد الوهاب في أواخر القرن التاسع الهجري/الخامس عشر الميلادي (عهد الدولة الطاهرية).  وكان آخر تجديد وتوسيع للجامع قبل أكثر من خمسين عاماً على يد القاضي أحمد السياغي.
كما جاء كتابة بالحبر الأسودعلى إحدى خشب الرواق، وتجديد في مقدمة رواق القبلة في أيام الوزير العثماني حسن باشا في اليمن سنة 996/1588م كما جاء في حشوة خشبية معلقة على جدار القبلة، وعمل المنبر الخشبي سنة 806/1403م.

## الأحداث
سقطت منارة الجامع التاريخي في 30 أكتوبر 2015 ووجّه بعض الباحثون ومهتمون أصابع الاتهام إلى الحوثيين بالوقوف وراء الحادثة.